# Ivan Čermak
Ivan Čermak (Zagreb, 19. prosinca 1949.) umirovljeni je general Hrvatske vojske. 
U razdoblju od 1990. do 1991. obnašao je dužnost dopredsjednika izvršnog odbora HDZ-a i bio savjetnik predsjednika Dr. Franje Tuđmana.
Od 1991. do 1993. godine Čermak je obnašao funkciju pomoćnika ministra obrane u Hrvatskoj vladi. 1993. imenovan je ministrom trgovine, brodogradnje i energetike. U prosincu 1993. Ivan Čermak prestao je biti ministrom u hrvatskoj Vladi.
5. kolovoza 1995. imenovan je zapovjednikom Zbornog mjesta Knin i na tom je položaju bio do 15. studenog 1995. Kao bivši zapovjednik Zbornog mjesta Knin nakon Oluje imao je zadaću stvaranja uvjeta za normalan život i obnovu gospodarstva u Kninu.
Bio je supotpisnikom Otvorenog pisma dvanaestorice hrvatskih ratnih zapovjednika hrvatskoj javnosti od 28. rujna 2000. godine, zbog kojeg je ondašnji predsjednik RH Stjepan Mesić prisilno umirovio sedmoricu hrvatskih generala.

## Optužba za ratni zločin
Zbog sumnje da su jedinice pod njegovom komandom počinile ratne zločine tokom "Oluje", Haški sud je protiv njega podigao optužnicu. Stavio se na raspolaganje sudu.
Haaški sud ga je 15. travnja 2011. nepravomoćnom odlukom u prvostupanjskom procesu oslobodio po svim točkama optužnice i odmah ga pustio na slobodu.
. Nakon što ju je haško tužiteljstvo prihvatilo 17. svibnja, ova je oslobađajuća presuda postala pravomoćna.